# Гауденц II фон Рехберг
Гауденц II фон Рехберг (на немски: Gaudenz II von Rechberg; Gaudenz von Rechberg Herr zu Kronburg und Osterberg; † 26 септември 1540 в Остерберг) е господар в Кронбург (9 януари 1506), Илербойрен, Келмюнц, Остерберг в район Ной-Улм и Конрадсхофен, пфандхер на Графство Швабег и на Раухенлехсберг в Бавария.
Той е големият син на Георг I фон Рехберг († 1506), господар на Илерайхен, Илербойрен и Келмюнц, и съпругата му Барбара фон Ландау († 1499), вдовица на Йохан фон Верденщайн, дъщеря на Лутц фон Ландау и Амалия Бесерер фон Ефрицвайлер. Внук е на Гауденц фон Рехберг († 1460) и Маргарета фон Фраунхофен († сл. 1463)
През 1455 г. Гауденц фон Рехберг купува три селски имения. Чрез подялба между братята той получава през 1507 г. Остерберг, Вайлер и Волфенщал в Швабия, Бавария. През 1535 г. баща му построява нова църква „Св. Мария“ и започва също да строи на хълма над селището дворец Остерберг, който е строен през втората половина на 16 и началото на 17 век, като се запазват стари части от замъка.
През 1478 г. господарите фон Рехберг получават стария замък Кронбург и го престрояват между 1490 и 1536 г. на днешния зъмък-дворец. Кронбург остава в техните ръце до 1619 г. Родът е издигнат 1577 г. на фрайхерен и 1607 г. на графове.

## Фамилия
Гауденц II фон Рехберг се жени пр. 2 юни 1511 г. за Магдалена фон Щайн цу Жетинген (+ сл. 1556), дъщеря на Адам фон Щайн цу Жетинген-Ронсберг и Еуфросина фон Швабсберг. Те имат седем деца:
- Георг III († 23 август 1574), господар в Кронбург 1535, в Келмюнц и Вайсенщайн 1573 г., женен на 6 ноември 1533 г. за Катарина фон Бубенхофен († сл. 1533), дъщеря на Йохан Маркс фон Бубенхофен и Магдалена фон Ехинген
- Еуфрозина, омъжена (договор 13 май 1546) за Ханс Албрехт Шад фон Мителбиберах († 1571)
- Катарина († 12 май 1585), омъжена I. на 1 юни 1540 г. за Якоб Хумпис фон Валтрамс цу Зиген († сл. 1548), II. на 15 октомври 1556 г. за Лудвиг фон и цу Шьонау († 4 януари 1574)
- Барбара († 1588), омъжена (договор 5 ноември 1539) за маршал Йохан фон Папенхайм цу Бибербах († 1586)
- Беро I († 1544, убит в битка)
- Ханс/Йохан Конрад († декември 1596), господар в Конрадсхофен и Тюркхайм-Швабег, императорски съветник и фогт на Аугсбург, женен за Урсула фон Щайн († сл. 1556), дещеря на Ханс Адам фон Щайн цу Жетинген и Сибила фон Фрайберг
- Кристоф фон Рехберг (* 1527; † 25 ноември 1584, Остерберг), господар в Остерберг, на част от на Хоенрехберг (при Швебиш Гмюнд), Рехбергхаузен и Келмюнц в Швабия, пфандхер на Раухенлехсберг, женен ок. 1562 г. за Анна фон Щайн цу Жетинген (* ок. 1542, Матзис; † сл. 1596), дъщеря на Ханс Адам фон Щайн цу Жетинген-Матензис и Сибила фон Фрайберг.